# Bioplastique

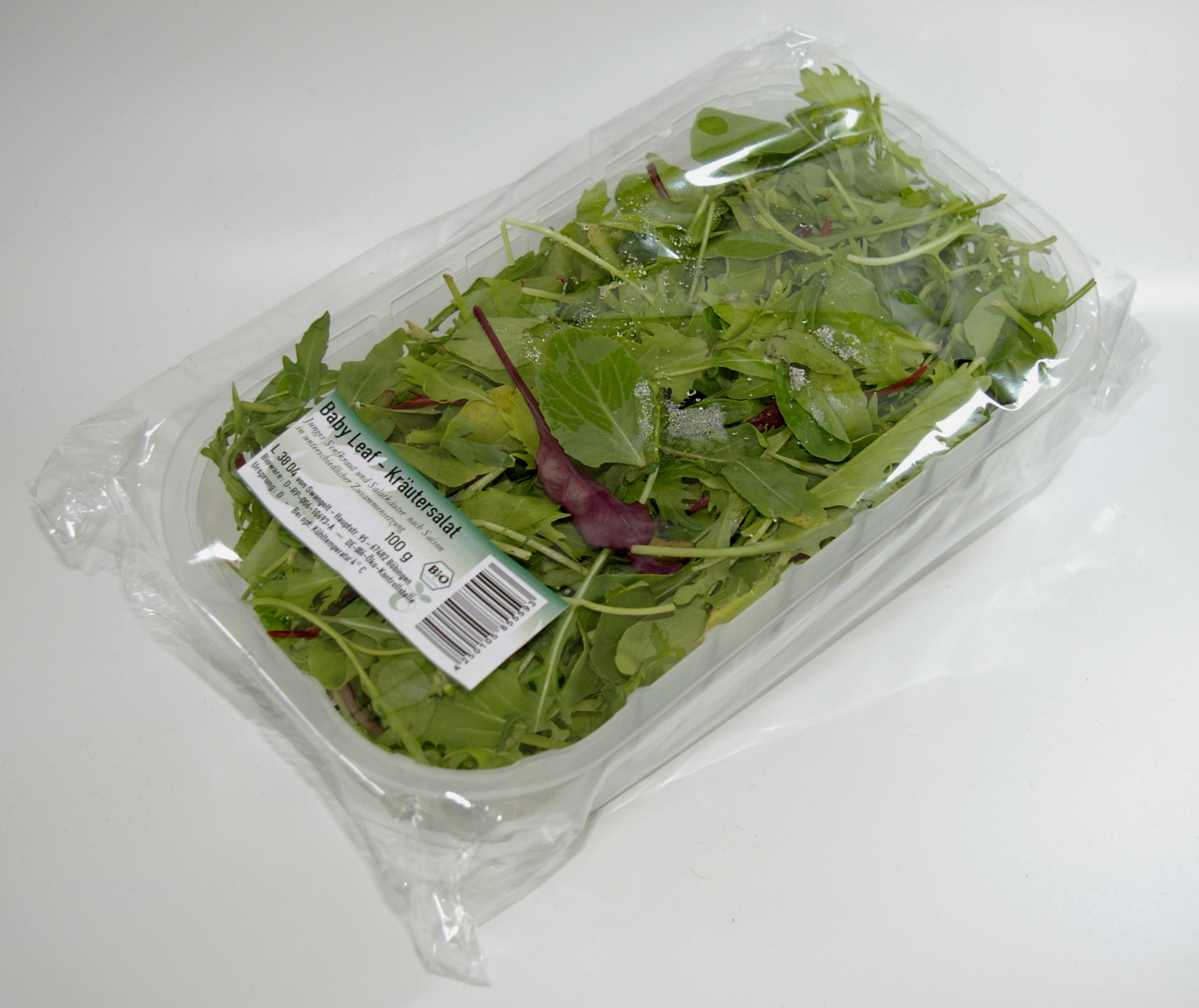
Salade vendue dans un emballage en bioplastique (acétate de cellulose).

Le terme bioplastique désigne des polymères, surtout thermoplastiques, moins souvent  thermodurcissables, de deux types. Il s'agit de matières plastiques :
- d'une part, de matières plastiques biosourcées (issues de la biomasse, surtout des plantes) ;
- d'autre part, de matières plastiques biodégradables (dont compostables), y compris issues de ressources fossiles (réactions pétrochimiques).

European Bioplastics, une association de fabricants concernés, propose la définition suivante : « les bioplastiques regroupent un grand nombre de matériaux et produits biosourcés, biodégradables/compostables, ou les deux ». Certains bioplastiques présentent à la fois les deux caractéristiques, biosourcées et biodégradables. Les plastiques seulement oxofragmentables, mais non biosourcés ni biodégradables, ne sont pas des bioplastiques.
Outre la définition du lobby industriel European Bioplastics, des définitions légales encadrent ces termes peu clairs pour le grand public. Ainsi, le code de l'environnement interdit de faire figurer sur un produit ou un emballage les mentions « biodégradable », « respectueux de l'environnement » ou toute autre mention équivalente. La teneur biosourcée minimale des gobelets, verres et assiettes jetables de cuisine pour la table en matière plastique mentionnés au III de l'article L. 541-10-5 est de 50 % à partir du 1er janvier 2020 et de 60 % à partir du 1er janvier 2025. Il existe deux normes permettant de qualifier les plastiques de « compostables » : la norme NF EN 13432 : 2000 qui désigne les plastiques capables de se dégrader en condition de compostage industriel, et la norme NF T 51-800 : 2015 qui désigne les plastiques aptes au compostage domestique.
L'utilisation de bioplastiques biosourcées, en lieu et place des plastiques issus des ressources fossiles (hydrocarbures), peut permettre une réduction des rejets de gaz à effet de serre (comme le dioxyde de carbone, CO2). Cependant, pour l’ADEME, il reste à comparer l’impact environnemental de ces cultures intensives de maïs et autres cultures OGM qui consomment indirectement du pétrole par leur utilisation de pesticides et engrais mais aussi par leurs transformations et transports. De plus, une analyse comparative devrait aussi considérer l'eutrophisation, la nitrification, l'utilisation des terres, les impacts écotoxicologique et toxicologique, etc. pour avoir une approche plus complète qu'uniquement par les gaz à effet de serre. En 2019, la biologiste Lisa Zimmermann a publié une étude démontrant que les produits en bioplastique d’origine végétale ont autant de « toxicité de base » que les matières plastiques à base de pétrole. L'ADEME met également les consommateurs en garde sur les dangers des bioplastiques suite aux résultats d'études sur leur réelle dégradation.
Ils ne sont pas forcément recyclables, combustibles ou biodégradables au sens des normes existantes : leur intérêt provient essentiellement du caractère agricole des ressources utilisées pour leur fabrication. Bio-PE peut servir d'exemple d'un bioplastique biosourcé (principalement issue de canne à sucre), qui est recyclable, mais qui n'est pas biodégradable.
L'utilisation de bioplastiques biodégradables permet leur valorisation par le compostage, au moins par des institutions spécialisées. Les bioplastiques biodégradables sont discutés comme une solution contre les détritus. La polycaprolactone (PCL) est un exemple d'un bioplastique d'origine pétrochimique, qui est biodégradable.

## Histoire
Les premiers « bioplastiques » (le terme n'existe pas encore à cette époque) ont été inventés pour répondre à des besoins humains avant l'application industrielle de la pétrochimie (voir l'historique des matières plastiques).
Le caoutchouc naturel a été découvert au XVIIe siècle. Il fait partie de la famille des élastomères (la grande famille des plastiques), le premier dans cette catégorie. Mais on considère que le premier plastique a été découvert en 1855 par Alexander Parkes et a été commercialisé sous le nom de Parkesine, le premier polymère (semi)synthétique commercialisé. Ce plastique a été produit à partir de cellulose traitée par de l'acide nitrique (nitrocellulose) et un solvant (huile animale, naphte végétale (extraite de bois) ou minérale. Le parkésine a été suivi par celluloïd, en 1869 la première usine destinée à la production de ce matériau thermoplastique a été ouverte par les frères Hyatt (USA). Le celluloïd a été composé essentiellement de nitrate de cellulose et de camphre. En 1893, Auguste Trillat (père de Jean-Jacques Trillat), un scientifique français, trouve le moyen d'insolubiliser la caséine (protéine du lait) en y rajoutant du formol qui garantit donc sa conservation. En 1897, la découverte est brevetée en Allemagne par Wilhelm Krischeet et le chimiste autrichien Adolf Spitteler (1846–1940) sous le nom de « Galalithe » également appelé « pierre de lait ».
L'histoire du bioplastique moderne (le terme n'existe toujours pas) continue au début du XXe siècle par l'invention de la cellophane en 1908 par l'ingénieur chimiste suisse Jacques E. Brandenberger, qui confia en 1917 l'exploitation de ses brevets à la société anonyme La Cellophane. Puis les bioplastiques se développent peu à peu durant le siècle. Durant cette-même période Henry Ford essaye de développer les matériaux plastiques non-alimentaires issue de surproduction agricole. En 1915 le modèle automobile Ford T intègre des éléments composites fabriqués à partir de fibres renforcées par une résine synthétique issue de gluten de blé. Puis, à la suite du boom pétrolier, les bioplastiques sont oubliés.
Depuis les années 2000 le marché du bioplastique est en croissance, forte au début du siècle, puis ralentie à cause de prix bas du pétrole, son concurrent principal. Ce retour du bioplastique est entraîné par la surexploitation du pétrole et les préoccupations environnementales (pollution et changement climatique).

## Applications
Les bioplastiques biodégradables sont utilisés notamment pour les articles jetables, comme les articles de conditionnement et de restauration (vaisselle, couverts, casseroles, bols, pailles). Ils sont également souvent utilisés pour les sacs de déchets organiques, où ils peuvent être compostés avec les déchets alimentaires ou verts. Certains bacs et conteneurs pour les fruits, les légumes, les œufs et la viande, des bouteilles pour boissons et de produits laitiers et des feuilles blister pour les fruits et les légumes sont fabriqués à partir de bioplastique.
Certains meubles sont également fabriqués avec ce composant, pour une durée de vie estimée à une vingtaine d'années.
Les bioplastiques non biodégradables sont plutôt réservés aux applications non jetables, telles que les boîtiers de téléphones mobiles, les fibres de moquette, les intérieurs de voiture, les conduits de carburant ainsi que les tuyaux en plastique. De nouveaux bioplastiques électroactifs sont développés pouvant être utilisés pour transporter le courant électrique.

## Recherche
Les bioplastiques sont un sujet de recherche très actif dans la recherche fondamentale comme dans la recherche appliquée. La recherche sur les bioplastiques s'appuie souvent sur les principes fondateurs de la chimie verte, et cherche à réduire les impacts environnementaux de ces matières et de leur production.

### Bioplastique à partir d’algues
Les algues, déjà utilisées dans différents domaines tels que l’agroalimentaire ou la cosmétique, sont aujourd'hui considérées comme intéressantes pour leur utilisation dans les bioplastiques, ceci du fait de leur richesse en polymères. De plus, leur utilisation pourrait permettre de remédier au problème de prolifération de certaines algues le long des côtes.
Ce sont en général davantage les macroalgues que les microalgues qui sont utilisées dans la production de plastique car elles possèdent une biomasse plus importante et peuvent facilement être récoltées dans l’environnement naturel. Les algues utilisées peuvent être des algues rouges, brunes ou vertes mais il semblerait que davantage de travaux concernant les bioplastiques à partir d’algues aient été effectués avec des algues brunes ou rouges.
Les constituants des algues le plus souvent utilisés pour fabriquer du plastique biodégradable sont les polysaccharides. La paroi des algues est en effet riche en polysaccharides, représentant souvent plus de la moitié de la matière sèche des algues (entre 40 et 70 % selon les espèces). Mais l'exploitation industrielle des algues est essentiellement liée à l'extraction des polysaccharides de la phase matricielle de la paroi des algues : les phycocolloïdes. Ce sont des polysaccharides chargés négativement et ce sont eux qui vont permettre à la paroi d’avoir une certaine souplesse, élasticité. Ainsi on retrouve les agars et les carraghénanes dans les algues rouges tandis que les algues brunes contiennent les alginates et les fucanes. Certaines algues vertes peuvent également être riches en ulvanes.
Les compositions bioplastiques réalisées à partir d’algues sont produites par séchage des algues et broyage de celles-ci, puis généralement par mélange avec d'autres composants tels qu’un autre polymère naturel (ex : amidon), plastifiant, charge… Elles peuvent être ensuite utilisées sous forme de poudre ou de granulés afin de fabriquer des produits plastiques injectés, thermoformés, extrudés en bulles ou en gonflage.
Les bioplastiques produits à partir d’algues présentent divers avantages par rapport aux autres bioplastiques existant déjà (ex : bioplastique à base d’amidon de maïs) tel que le fait de ne pas entrer en compétition avec les terres pour la culture ou de ne nécessiter ni engrais, ni pesticides. En revanche ils peuvent être confrontés à différents problèmes comme une forte odeur ou une couleur prononcée dues aux algues.
Divers travaux continuent d’être effectués sur l'utilisation d’algues en tant que bioplastique et l’optimisation du processus de transformation. Cependant plusieurs entreprises se sont déjà lancées dans la réalisation de produits plastiques utilisant des algues telles que Algopack,, NaturePlast et Eranova en France ou en Nouvelle-Zélande.

## Typologie
On peut diviser les bioplastiques en trois grands groupes, chacun possédant ses propres caractéristiques :
1. Biosourcés, non-biodégradables, comme le polyéthylène biosourcé (PE ou Bio-PE) ou les polymères de performance technique biosourcés, comme les polyamides (PA), ou les polyuréthanes (PUR) biosourcés[16] ;
2. Biosourcés et biodégradables, comme l'acide polylactique (PLA), les polyhydroxyalcanoates (PHA), le poly(succinate de butyle) (PBS), ou d'autres polymères à base d'amidon ;
3. D'origine fossile et biodégradables, comme le polybutylène adipate terephthalate (PBAT).

### Acide polylactique (PLA)

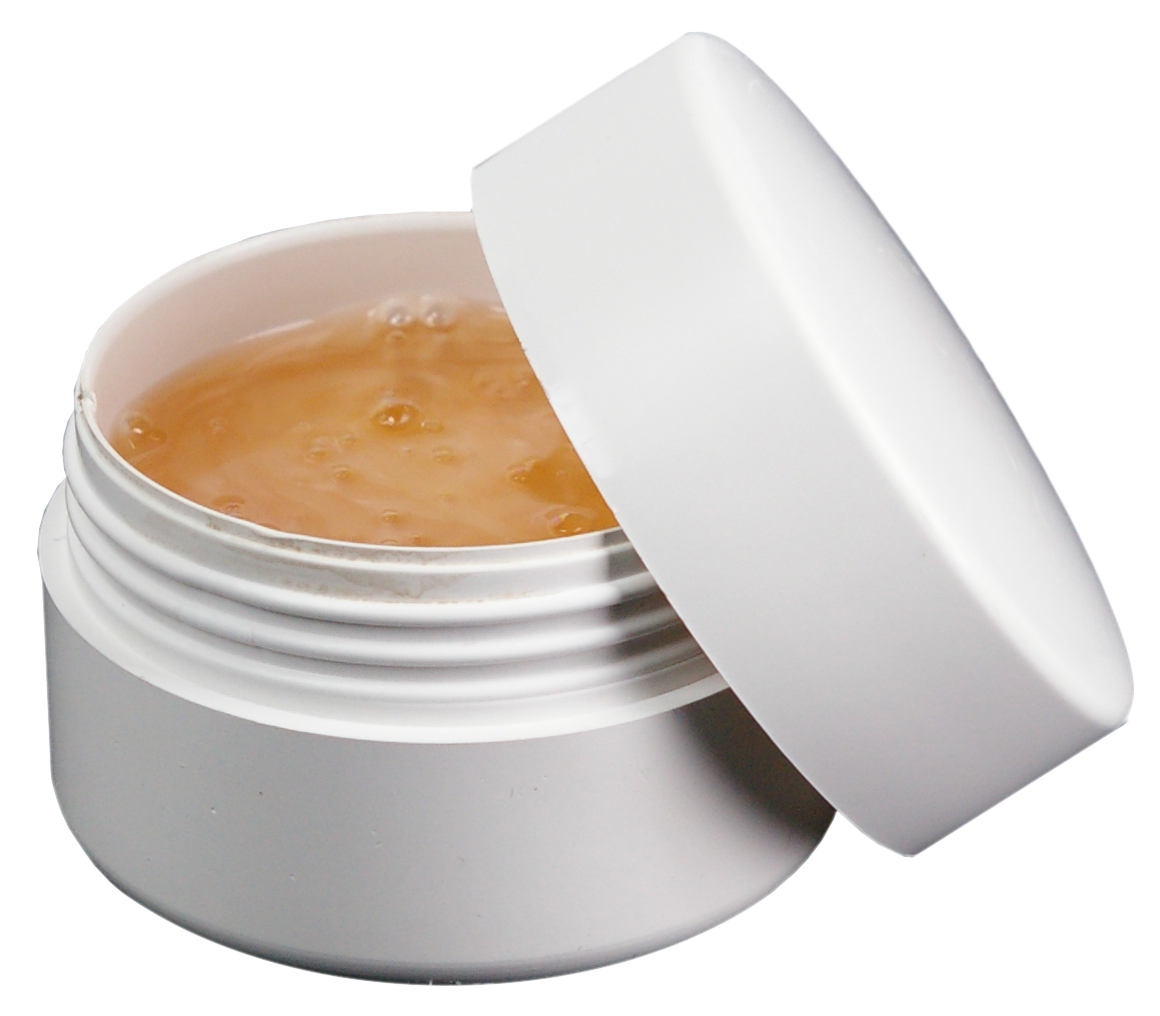
Boîte en PLA.

Le PLA (acide polylactique) est le bioplastique le plus commercialisé. Sa production industrielle nécessite l'usage de biotechnologies avancées. Son utilisation intervient dans différents secteurs, de l'emballage à la chirurgie. Le PLA est un bioplastique biodégradable. Par rapport aux plastiques issus de pétrole, le PLA est plus cher en moyenne (3–4 euros le kilogramme) et ses propriétés techniques sont moindres par rapport aux plastiques traditionnellement issus du pétrole. Comme les plastiques traditionnels issus du pétrole ont bénéficié de décennies d'améliorations techniques par rapport à des polymères relativement récents tels que le PLA, les propriétés des formulations de PLA pourront être améliorées. Une barrière technique pour le développement du PLA est également le fait que les équipements des plasturgistes sont conçus pour les plastiques pétrochimiques. Les équipements adaptés au PLA nécessitent des investissements. Le PLA est un des plastiques les plus utilisés dans le domaine de l'impression 3D chez les particuliers.

### Poly-3-hydroxybutyrate (PHB)
C'est un polyhydroxyalcanoate (PHA) biodégradable issu de bactéries.

### Polyamide 11
Le polyamide 11 (PA 11) est issu de l'huile de ricin. Il s'agit d'un polyamide haute performance. Son coût étant élevé, il n'est pas amené à devenir un substitut à large échelle des plastiques dérivés de pétrole, mais à les remplacer pour les applications dans lesquelles ses performances techniques sont recherchées. Il est fabriqué notamment par la société Arkema, sous le nom de Rilsan (marque déposée).

### Polyéthylène biodérivé
Les polyéthylènes biodérivés actuels proviennent de la transformation de l'éthanol en éthylène, suivie de sa polymérisation. L'éthylène biosourcé est aussi appelé « bio-éthylène ». Il est commercialisé notamment par la société brésilienne Braskem. Comme les autres bioplastiques, le polyéthylène biosourcé est plus cher à produire que le polyéthylène issu de pétrole. Comme son homologue pétrochimique, il n'est pas biodégradable. Avec le développement des gaz de schiste aux États-Unis, l'éthylène peut être produit à partir d'éthane pour un coût largement inférieur à celui du procédé issu de naphta, une fraction légère du pétrole. De nombreux projets d'éthylène et de polyéthylène voient le jour aux États-Unis. Il est donc attendu un accroissement de la différence de prix entre polyéthylène biosourcé et polyéthylène issu de la pétrochimie. Comme le polyéthylène est largement utilisé dans l'emballage, les autres bioplastiques utilisés pour ces applications, comme le PLA, verront aussi leur différence de prix s'accentuer, malgré les améliorations de procédés.

### Acétate de cellulose

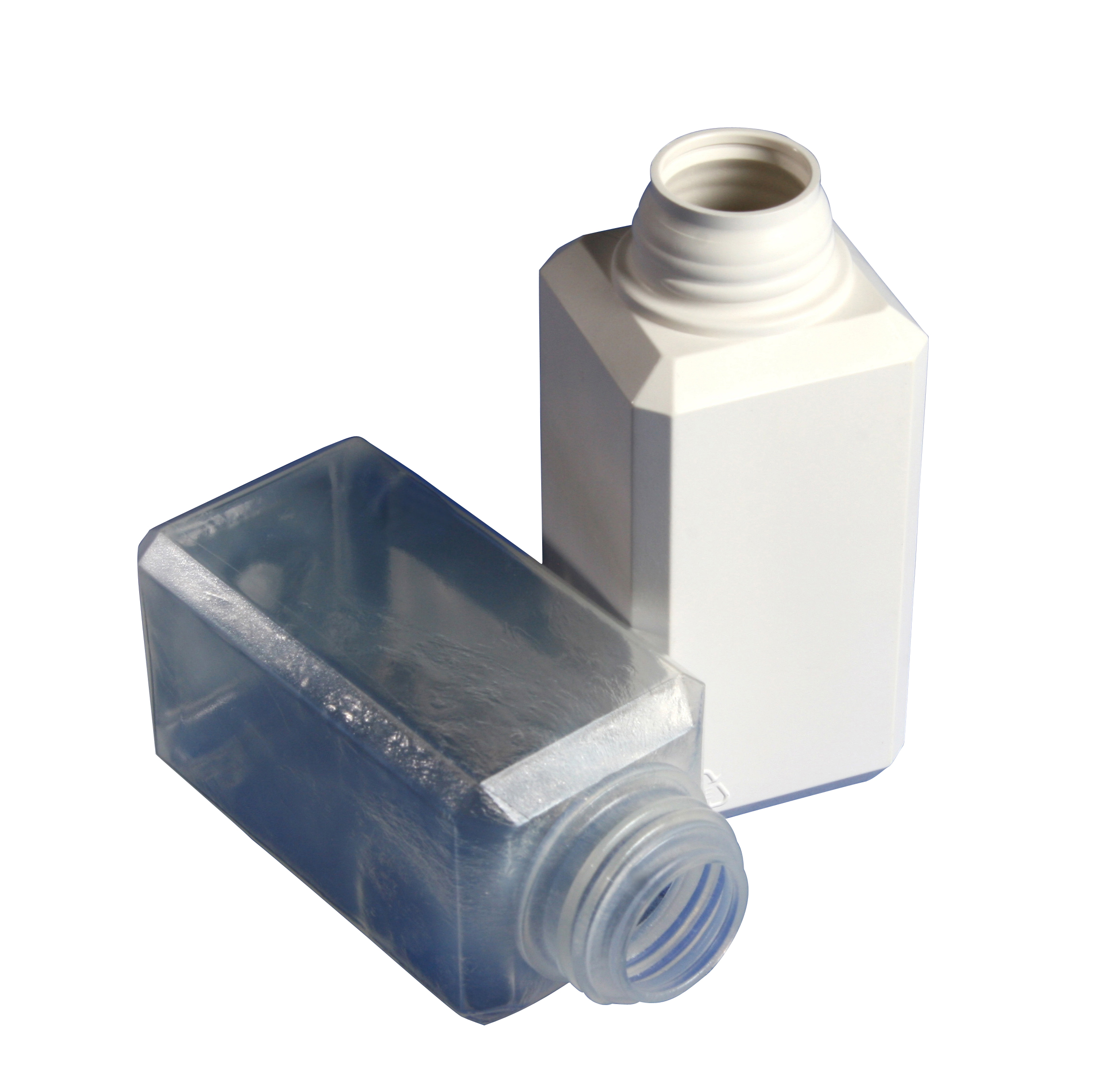
Bouteilles en acétate de cellulose, biodégradables.

L'acétate de cellulose est un bioplastique ancien dérivé du bois ou du coton. Il est produit par réaction de la cellulose avec de l'acide acétique concentré. Ce plastique a remplacé la nitrocellulose inflammable et explosive dans les bobines de film pour le cinéma. De nos jours, il est utilisé dans les lunettes et les filtres à cigarettes. Il était utilisé dans les briques de Lego avant d'être remplacé par l'ABS. Ce plastique met un certain temps à se dégrader mais ne produit aucun résidu nocif pour l'environnement.

### Autres bioplastiques en développement
Le développement de bioplastiques va de pair avec le développement de voies de synthèse de monomères biosourcés. La gazéification de la biomasse permettrait par exemple d'obtenir des composés aromatiques (benzène, paraxylène) à partir de bois, ouvrant à la voie à des polystyrènes ou PET biosourcés. D'autres voies de recherche concernent le développement de butadiène (par fermentation ou à partir d'éthanol), afin de produire des caoutchoucs synthétiques biosourcés (pneumatiques).
On peut également citer le PEF (poly(furanoate d'éthylène)) développé par Avantium et Coca-Cola, l'ABL qui est un dérivé de l'ABS où le polystyrène serait remplacé par de la lignine de l'Oak Ridge National Laboratory ou le PFA (acide polyférulique).

### Plastiques oxofragmentables
Les plastiques oxofragmentables sont parfois dits « dégradables » mais leur dégradation se limite à une fragmentation en particules de petite taille, et ils ne sont pas biosourcés. Il ne s'agit pas de bioplastiques. Des additifs métalliques, y compris des métaux lourds comme le cobalt, fragilisent la structure moléculaire de la matière dans certaines conditions, de sorte que ces plastiques se fragmentent en particules invisibles à l'œil nu. Une fois fragmentés dans la nature, les fragments ne peuvent plus être collectés et sont ingérés par les petits animaux (poissons, insectes, etc.) ou s'accumulent dans la nature. Plusieurs organismes luttent pour l'interdiction de ces plastiques en Europe.
Les « plastiques oxobiodégradables » sont une catégorie de plastiques fragmentables décrits par une norme de l'Association française de normalisation publiée en mars 2012. Ils ne sont toutefois pas biodégradables au sens usuel du terme et ne sont donc pas non plus des bioplastiques.

## Impact environnemental

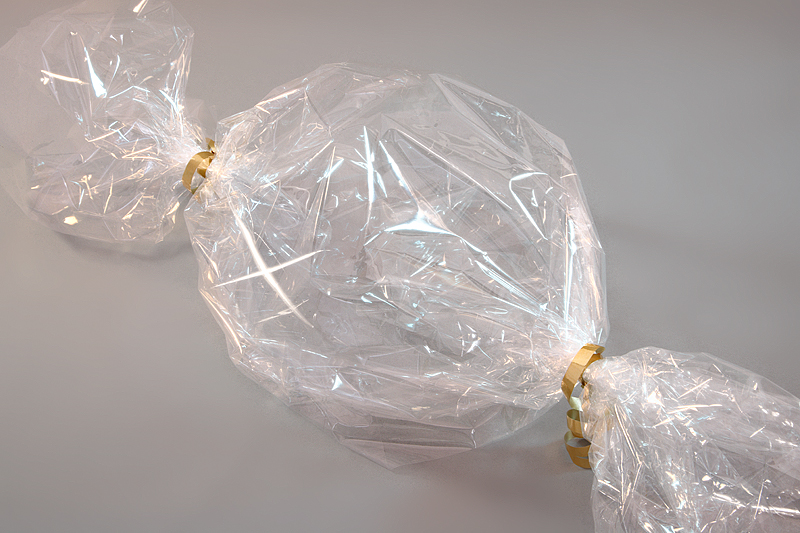
Emballage de bonbon en PLA.

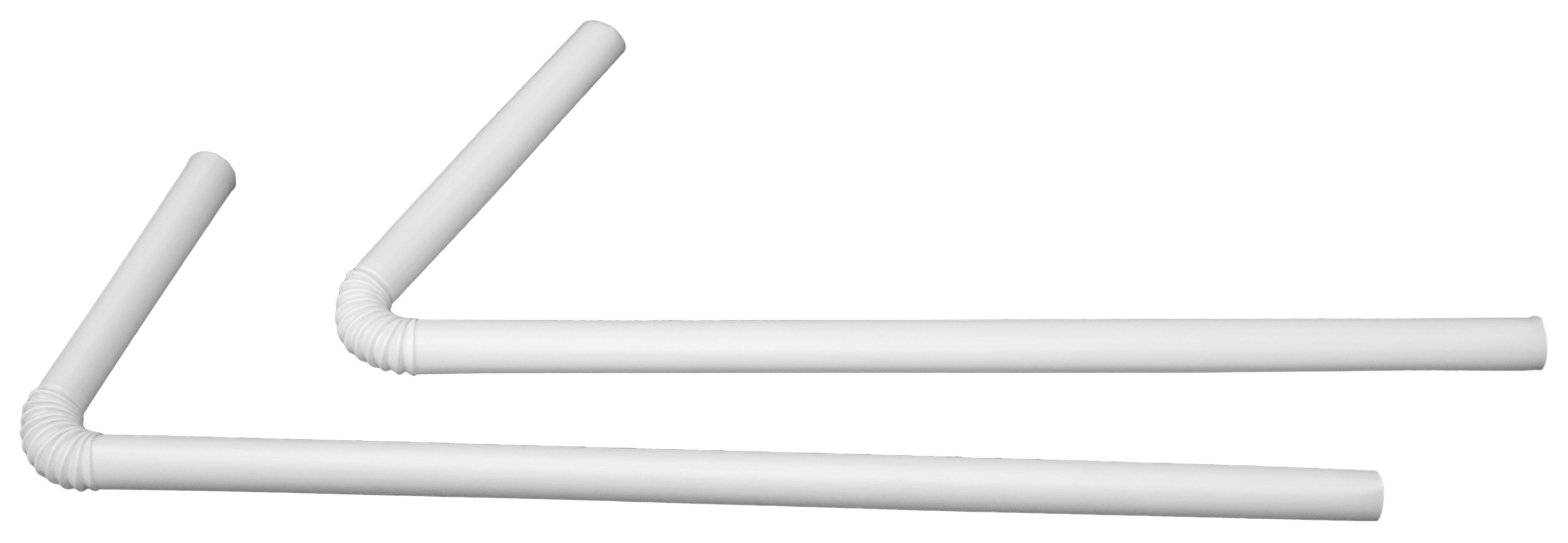
Pailles en PLA.

La production et l'utilisation des bioplastiques est généralement considérée comme une activité durable en comparaison avec la production de plastique à partir du pétrole, car elle repose moins sur des combustibles fossiles comme source de carbone et induit également moins d'effet de serre net lors de la biodégradation. Elles réduisent aussi considérablement la diffusion de déchets dangereux causés par des matières plastiques dérivées du pétrole, qui restent solides pendant des centaines d'années, et ouvrent ainsi une nouvelle ère dans les technologies de l'emballage et l'industrie. Néanmoins l'Anses recommande la prudence quant à l'écotoxicité de ces matériaux en fin de vie.
Cependant, la fabrication de ces matériaux bioplastiques est encore souvent dépendante du pétrole comme source d'énergie et de matériaux et les analyses cycles de vie sont fluctuantes quant au bénéfice environnemental. Il s'agit notamment de l'énergie nécessaire aux machines agricoles ainsi qu'à l'irrigation des cultures, de la production d'engrais et de pesticides, du transport des produits végétaux aux usines de transformation, de la transformation des matières premières, et, finalement, de la production du bioplastique, bien que des énergies renouvelables puissent également être utilisées pour arriver à l'indépendance pétrolière.
Une étude détaillée du processus de fabrication d'un certain nombre d'articles d'emballage communs à plusieurs matières plastiques traditionnelles et acide polylactique réalisée par Franklin Associates et publiée par l'Athena Institute montre que certains bioplastiques engendrent moins de dégâts pour l'environnement, mais que d'autres en engendrent plus. Cette étude ne considère cependant pas la fin de vie des produits, et ignore donc les émissions de méthane des plastiques biodégradables qui peuvent survenir dans une décharge.
Alors que la production de la plupart des bioplastiques émet moins de dioxyde de carbone que les alternatives traditionnelles, il existe des préoccupations réelles sur le fait que la création d'un réseau mondial de bioéconomie pourrait contribuer à une accélération du taux de déforestation s'il n'est pas géré efficacement[réf. nécessaire]. Il existe également des préoccupations liées à l'impact sur l'approvisionnement en eau et l'érosion des sols. D'autres études ont montré que les bioplastiques conduisent à une réduction de 42 % de l'empreinte carbone.
Cependant, le bioplastique peut aussi être issu de sous-produit agricoles ou de bouteilles en plastique et autres récipients usagés, à l'aide de micro-organismes.

### Biodégradation

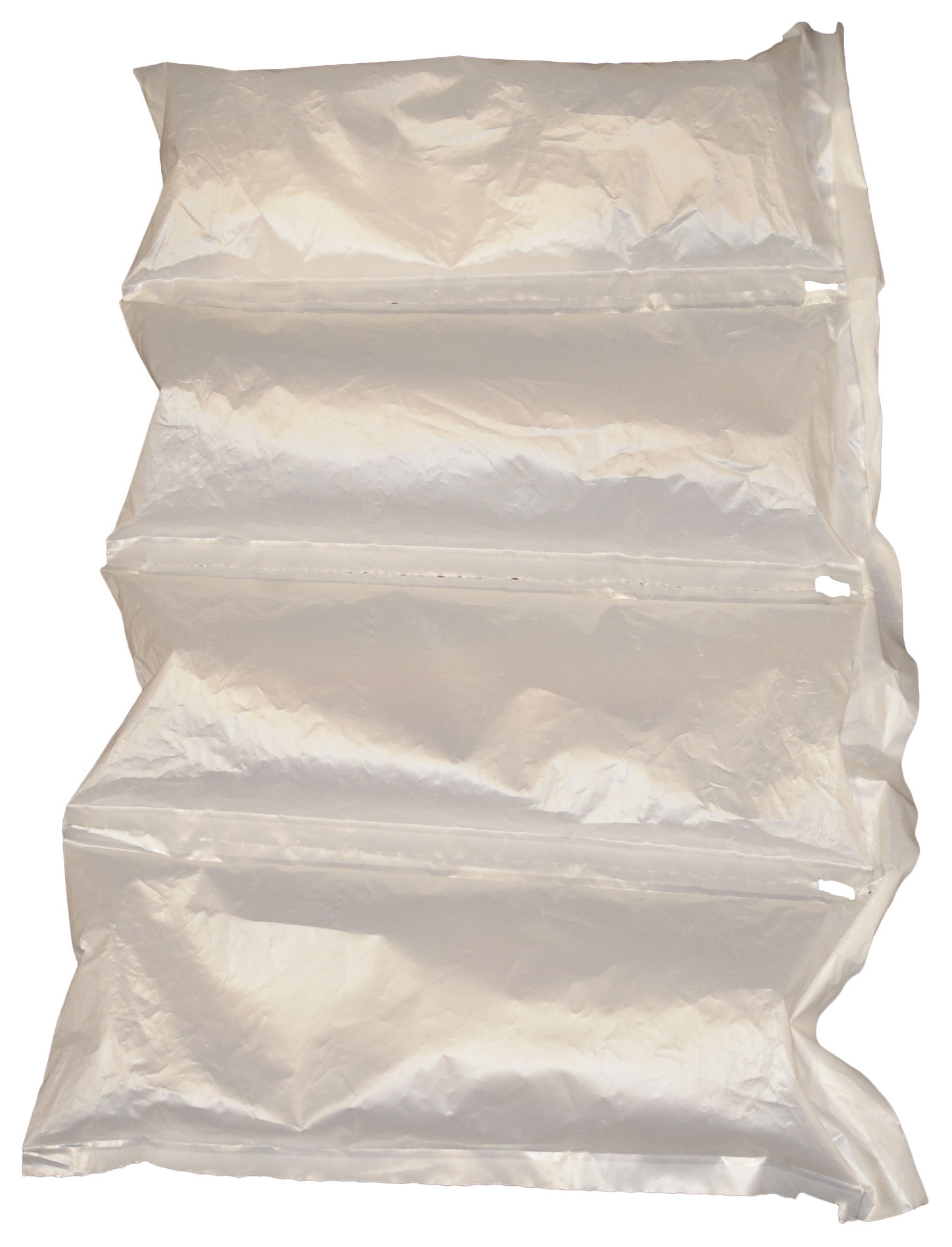
Emballage en coussin d'air fait en PLA.

La terminologie utilisée dans le secteur des bioplastiques est parfois trompeuse. La plus grande partie de l'industrie utilise le terme de bioplastique pour désigner un plastique issu d'une source biologique. Un des plus anciens films plastiques de cellulose est fabriqué à partir de cellulose de bois. Tous les plastiques (bioplastiques et pétroplastiques) sont techniquement biodégradables, ce qui signifie qu'ils peuvent être dégradés par les microbes dans des conditions appropriées. Cependant, de nombreux se dégradent à un rythme trop lent pour être considérés comme biodégradables. Certains plastiques d'origine pétrochimique sont considérés comme biodégradables, et peuvent être utilisés comme additifs pour améliorer la performance de nombreux bioplastiques commerciaux[réf. nécessaire]. Les bioplastiques non biodégradables sont appelés durables. Le degré de biodégradation varie avec la température, la stabilité du polymère, et la teneur en oxygène. Par conséquent, la plupart des bioplastiques ne feront que se dégrader dans les conditions strictement contrôlées d'unités de compostage industriel. Dans les tas de compost privé ou tout simplement dans l'eau ou le sol, la plupart des bioplastiques ne se dégradent pas, c'est le cas du PLA par exemple. Les bioplastiques à base d'amidon peuvent, eux, se dégrader dans les conditions naturelles mais sont destinés au compostage industriel. La norme européenne EN 13432, définit la vitesse et dans quelle mesure un plastique doit être dégradé dans des conditions de compostage industriel. Elle est définie uniquement pour les conditions agressives d'une unité de compostage commercial. Il n'existe à ce jour aucune norme applicable aux conditions de compostage domestique.

## Prospective
Le marché des bioplastiques est attendu en hausse jusqu'à 2032, date à laquelle les ventes devraient s'élever à 11,4 milliards de dollars selon l'institut d'analyse de marché Ceresana.